# Bidogno
Bidogno é uma comuna da Suíça, no Cantão Tessino, com cerca de 346 habitantes. Estende-se por uma área de 3,48 km², de densidade populacional de 99 hab/km². Confina com as seguintes comunas: Capriasca, Corticiasca, Sonvico, Valcolla.
A língua oficial nesta comuna é o Italiano.